# Merwehaven

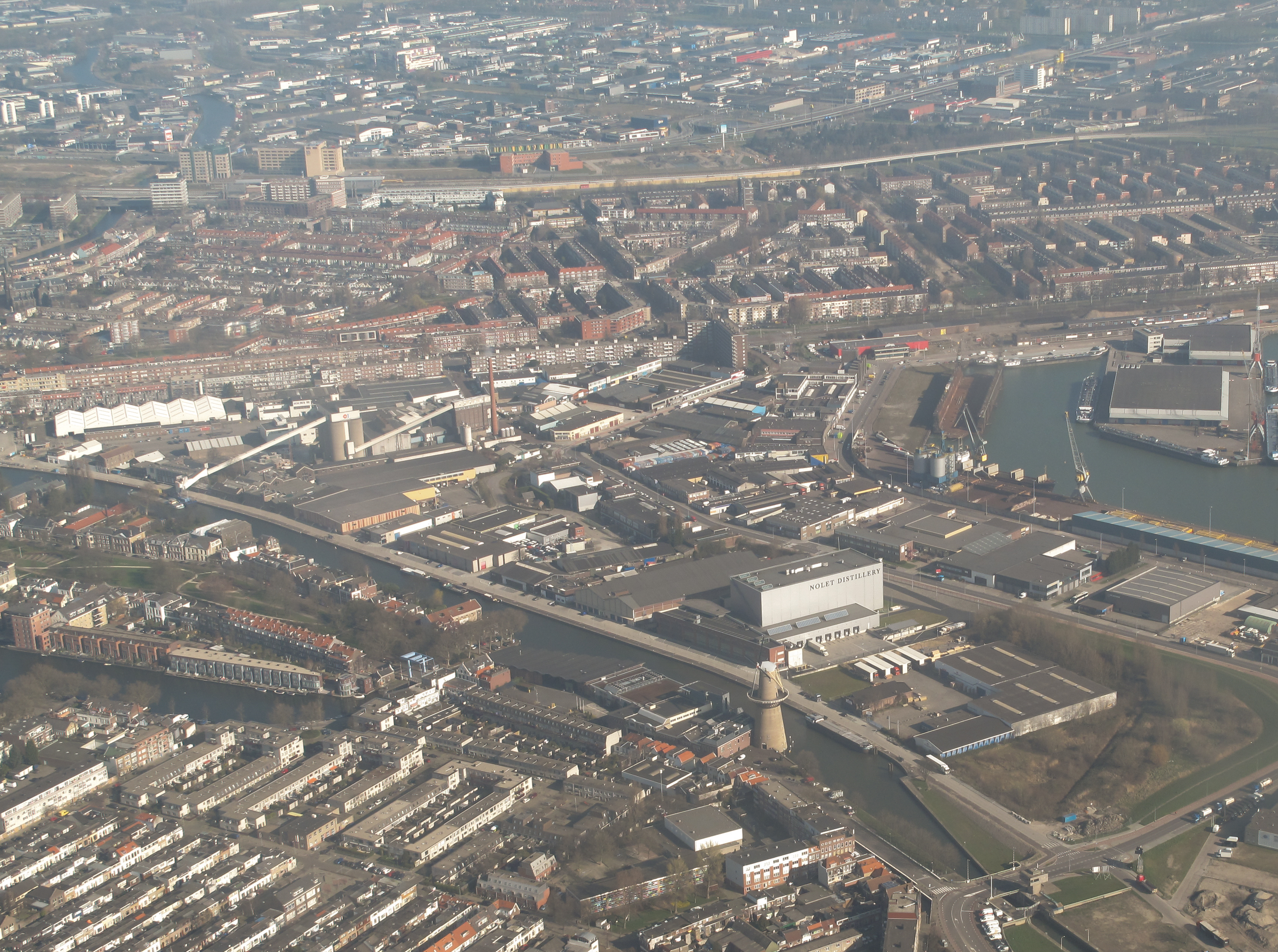
Rotterdam, de Merwehaven

De Merwehaven is een haven aan de rechter Maas-oever in Rotterdam. Ze werd aangelegd op buitendijks gronden van de gemeente Rotterdam, waarvan het overgrote deel was gelegen binnen de gemeente Schiedam. De noodzakelijke grenswijziging werd van kracht op 24 december 1925. De aanleg van de Merwehaven was al gestart in 1923 en voltooid in 1930. De aanleiding voor de aanleg was de grote vraag naar terreinen voor de overslag van stukgoed. In tegenstelling tot de andere Rotterdamse havens van die leeftijd is de Merwehaven nog volop in gebruik. Destijds, vóór de aanleg, stond ze bij Gemeentewerken, het gemeentebestuur en andere betrokkenen, bekend als het 'driehavenplan'. In 1925 werd aan de plannen de aanleg van de Vliethaven toegevoegd.
De Merwehaven is aangelegd als stukgoedhaven. Ook is hier altijd fruit overgeslagen. In 1971 werd een complex van fruitloodsen geopend met een opslagcapaciteit van 400.000 colli. Vanaf 1985 werd dit complex uitgebreid. Tegenwoordig is de totale omvang 43.000 m² aan geklimatiseerde loodsen.
In 1960 werd een roll-on-roll-offverbinding tussen Rotterdam en Tilbury gestart. Na het gereedkomen van de Beneluxhaven in de Europoort verhuisde deze dienst naar de Beneluxhaven. Aan de ingang van de haven aan de Schiedamse kant was de scheepswerf Gusto gevestigd. Deze werf werd in 1978 gesloten. In de Merwehaven lagen twee detentieboten voor illegale vreemdelingen die los van hun illegaliteit strafbare feiten hadden begaan. Deze detentieboten ("bajesboten") verdwenen in 2009 uit de haven.
Samen met het Vierhavensgebied wordt dit gebied tegenwoordig aangeduid als het Merwe- en Vierhavensgebied, oftewel M4H. Door de terugloop van de havenactiviteiten in dit gebied ontstaat ruimte voor de vestiging van nieuwe bedrijven in combinatie met woningbouw, horeca en andere stedelijke functies. De gemeente Rotterdam en het Havenbedrijf Rotterdam streven hier naar een concentratie van creatieve, innovatieve maakbedrijven. Samen met het aan de overzijde van de Maas gelegen RDM-gebied spreekt men ook wel van 'Het Makers District'.